# الهدف 16 للتنمية المستدامة
الهدف16 للتنمية المستدامة يرمز له بـ SDG 16 ( س د ج 16) والذي يشمل: السلام والعدالة وتشكيل مؤسسات قوية هو أحد الأهداف السبعة عشر التي وضعتها الأمم المتحدة في سنة 2015. فهي تعزز وجود مجتمعات شاملة مسالمة لتحقيق التنمية المستدامة وتؤمن الحصول على العدالة للجميع وبناء مؤسسات فعالة شاملة يمكن محاسبتها على جميع المستويات وللهدف إثنا عشر غاية يجب تحقيقها قبل حلول عام 2030. وسيتم قياس مدى التقدم في تحقيق الأهداف من خلال 23 مؤشر.

## أهداف التنمية المستدامة
إن أهداف التنمية المستدامة هي مجموعة من 17 هدف عالمي وضعتها الأمم المتحدة. ومع أن الأهداف العريضة متداخلة إلا أن كل منها عليها تحقيق أهدافها الخاصة. العدد الإجمالي للأهداف هو 169 هدف. و تغطي أهداف التنمية المستدامة  مجموعة واسعة من قضايا التنمية الاجتماعية و الإقتصادية. وتتضمن الفقر والجوع والصحة والتعليم وتغير المناخ والمساواة بين الجنسين و إمداد المياه والمرافق الصحية والطاقة والتمدن والعدالة البيئية والاجتماعية. وحلت أهداف التنمية المستدامة محل الأهداف الإنمائية للألفية والتي بدأت بجهود عالمية عام 2002 لإنهاء الجوع و تحقيق تعليم شامل وتمكين المرأة وخفض وفيات الأطفال وتحسين صحة الأمهات ومكافحة الأمراض مثل فيروس نقص المناعة البشرية، وضمان استدامة البيئة وتطوير شراكة عالمية من أجل التنمية.
الوثيقة الختامية لقمة الأمم المتحدة التي عقدت لوضع خطة عام 2030 ، تحت عنوان «تحويل عالمنا»: تتضمن خطة التنمية المستدامة لعام 2030 التركيز على أهمية تحقيق التقدم في المجتمعات المسالمة و ذات الخليط المتعدد العرقيات و الوصول للعدالة و حكم القانون ومؤسسات فعالة وشاملة وعرضة للمحاسبة.
ويقوم الأمين العام للأمم المتحدة بإعداد تقرير سنوي لتقييم التقدم الذي تم تحقيقه نحو أهداف التنمية المستدامة. و ستتم مراجعة هدف التنمية المستدامة رقم 16 في المنتدى السياسي الرفيع المستوى عام 2019

## الإتفاقيات و المؤتمرات الأساسية
المؤتمر العالمي الثالث لدول الجزر الصغيرة النامية
مؤتمر الأمم المتحدة للتنمية المستدامة في ريو +20
إعلان الألفية وقمتها
المؤتمر الدولي لتمويل التنمية
القمة العالمية للتنمية المستدامة
قمة الأرض +5
مؤتمر البيئة والتنمية

## كيف يرتبط هذا الهدف بأهداف التنمية المستدامة الأخرى؟
إن أهداف التنمية المستدامة ليست مستقلة بشكل كامل عن بعضها. بل هي مرتبطة بشكل وثيق. وبهذه الطريقة فإن تنمية وسائل الإعلام تحسن من حرية الكلام والسلام و لكنها أيضاً تساهم في التنمية والقضاء على الفقر وتحقيق حقوق الإنسان. وقد تساعد رعاية السلام و المجتمعات الشاملة بتقليل عدم المساواة وازدهار الاقتصاد. و تعتبر الوثيقة الختامية للأمم المتحدة لعام  2012 أنه لا يمكن تحقيق التنمية المستدامة دون بناء مجتمعات مسالمة و عادلة ومعالجة قضايا الفساد وسوء الإدارة وانعدام الأمن والظلم. يمكن اعتبار بعض أهداف التنمية المستدامة شاملة لعدة قطاعات ككل. وهذا هو الحال بالنسبة للمساواة بين الجنسين وأفريقيا، التي تعتبر أولوية عالمية لليونسكو وعاملاً حاسماً لتحقيق جميع الأهداف الإنمائية المتفق عليها دولياً.

## الإنجازات

### UNDP
يعد برنامج الأمم المتحدة الإنمائي شبكة الأمم المتحدة للتنمية العالمية والذي يهتم أيضاً بهدف التنمية المستدامة رقم 16 فالبرنامج يركز على الحكم الديمقراطي وبناء السلام(13).  و يعمل برنامج الأمم المتحدة أيضاً على تجنب الصراع من خلال دعم تمكين المرأة و الشباب و دعم الأطر و الاّليات التنظيمية و العمل كوسيط. و قدم مساعدة في العمليات الانتخابية في أكثر من 50 دولة.

### UNICRI معهد الأمم المتحدة الاقاليمي لأبحاث الجريمة و العدالة
قدم معهد الأمم المتحدة الإقليمي لأبحاث الجريمة و العدالة منذ تأسيسه سنة 1968 خدمات للمجتمع العالمي في صياغة و تطبيق سياسات محسنة في مجال منع الجريمة و تحقيق العدالة. و يحسن هذا المعهد من فهم تهديدات الجريمة و تحديد إجراءات عملية للتعامل معها بفعالية أكثر. و لتحقيق هذه الغاية يساعد المعهد جهات حكومية و غير حكومية في تطوير استراتيجياتهم الهادفة للتعامل مع الجريمة بطريقة تأثر بشكل إيجابي على حكم جيد والتنمية المستدامة وحقوق الإنسان والأمن من خلال تقديم مجموعة من الاستجابات القائمة على الأدلة. يتمثل تفويض المعهد في تعزيز المعرفة والخبرة وإيجاد حلول مبتكرة ومستدامة للتهديدات والظلم. إن هدفنا الشامل هو مساعدة المجتمع الدولي في تحقيق الأهداف الرئيسية لخطة التنمية المستدامة لعام 2030 ، ولا سيما الهدف 16: تعزيز مجتمعات سلمية وعادلة وشاملة وآمنة، وخالية من الجريمة والعنف حيث لا يتخلف أحد عن الركب. يقوم معهد الأمم المتحدة الإقليمي لبحوث الجريمة والعدالة بتطوير أسلوب تدخل مناسب للحالة المحددة ويستند إلى الاحتياجات الملموسة ونهج يركزعلى المواطن. حيث يركز هذا المعهد على منع ومكافحة التطرف العنيف، مكافحة الجريمة المنظمة ومحاربة جميع أشكال الاتجار غير المشروع والتدفقات المالية غير المشروعة ؛ تعزيز سيادة القانون في البلدان الخارجة من النزاع ؛ الأمن من خلال البحث والتكنولوجيا والابتكار ؛ الاستجابة للتهديدات وتخفيف المخاطر: إدارة الأمن؛ منع الجريمة من خلال حماية وتمكين الفئات الضعيفة.